# Thunderstruck (bài hát)
"Thunderstruck" là đĩa đơn chính trong album The Razors Edge của ban nhạc hard rock của Úc, AC/DC năm 1990. Bài hát được phát hành dưới dạng một đĩa đơn ở Đức, Úc và Nhật Bản, và đạt vị trí thứ 5 trên bảng xếp hạng Hot Mainstream Rock Tracks của tạp chí Mỹ Billboard. Trong năm 2010, "Thunderstruck" đứng đầu trong Top 500 Rock Countdown của Triple M tại Melbourne, Úc. Tất cả năm bản đứng đầu là các ca khúc của AC / DC.
Ngoại trừ các tài liệu mới từ một album mà họ đang lưu diễn, đây là một trong hai bài hát được phát hành sau For Those About to Rock (We Salute You) mà ban nhạc vẫn biểu diễn trực tiếp trong các buổi hòa nhạc, bản nhạc khác là "Rock 'N 'Roll Train'.

## Bối cảnh
Angus Young cho biết trong dòng ghi chú của việc phát hành lại The Razors Edge năm 2003:
| “ | Nó bắt đầu từ một mẹo nhỏ tôi đã có trên guitar. Tôi đã chơi nó cho Mal và anh ấy nói 'Ồ, tôi có một ý tưởng nhịp điệu tốt sẽ hợp như là nhạc đệm ở đằng sau.' Chúng tôi dựng lên bài hát từ đó. Chúng tôi dợt nó một vài tháng trước khi mọi thứ vào đúng vị trí. Về nội dung, nó thực sự chỉ là một trường hợp tìm kiếm một tựa đề tốt... Chúng tôi nghĩ tới sấm sét và nó nghe có vẻ rất hay với bản nhạc. Đó là ý tưởng cơ bản. | ” |

Video kèm theo đĩa đơn đã được quay tại Học viện Brixton London vào ngày 17 tháng 8 năm 1990. Các khán giả đã được tặng những chiếc áo phông miễn phí với dòng chữ "AC / DC - Tôi là Thunderstruck" ở mặt trước và ngày tháng ở mặt sau, Áo phông được mặc bởi toàn bộ khán giả trong suốt quá trình quay video.
Bài hát đã bán được hơn một triệu bản sao kỹ thuật số kể từ khi nó có sẵn để tải xuống.

## Phiên bản khác
- Ban nhạc dân gian Phần Lan Steve 'N' Seagulls cũng trình diễn bản này, mà được 40 triệu lần xem trên YouTube.